# Apostasia parvula
Apostasia parvula é uma espécie de orquídea terrestre, família Orchidaceae, que habita Borneo.